# Польова вулиця (Київ, Деснянський район)
Польова́ ву́лиця — вулиця в Деснянському районі міста Києва, селище Троєщина. Пролягає від вулиці Оноре де Бальзака до тупика.
Прилучається вулиця Мелетія Смотрицького.

## Історія
Виникла в першій третині XX століття. Сучасна назва — з 1965 року.
При будівництві масиву Вигурівщина-Троєщина в 1984 році було знесено всю забудову парного боку вулиці (близько 5-7 будинків). Це єдина втрата забудови села, адже згідно з первісним планом забудови масиву Вигурівщина-Троєщина передбачалось повне знесення села Троєщина.